# SN 1985E
SN 1985E – supernowa typu II odkryta 2 marca 1985 roku w galaktyce E510-G48. W momencie odkrycia miała maksymalną jasność 17,50m.